# Pyramimonas cyrtoptera
Pyramimonas cyrtoptera — вид одноклітинних зелених водоростей родини Pyramimonadaceae.

## Поширення
Морський вид. Виявлений у 1992 році у затоці Фокс на півночі Канади.

## Опис
Має шістнадцять джгутиків, за допомогою яких пересувається у товщі води.